# يوتاشينا (هوكايدو)
مدينة يوتاشينا (بالإنجليزية: Utashinai)‏ هي أحد المدن التابعة لمحافظة هوكايدو. تأسست رسميًا في 01/07/1958. ويقدر عدد سكانها بـ 4259 نسمة حسب تقدير مكتب الإحصاء الياباني لعام 2012. تبلغ مساحة يوتاشينا 55.99 كم2. بكثافة سكانية تبلغ 76.1 نسمة/كم2.

## روابط خارجية
- الموقع الرسمي لمدينة يوتاشينا
- مكتب الإحصاءات البريطاني